# The 1975
The 1975 ist eine britische Indie-Rock-Band aus Manchester.

## Bandgeschichte
Gegründet wurden The 1975 im Jahr 2002 als Schülerband. Die vier Mitglieder begannen als Cover-Punkband und entwickelten erst mit der Zeit ihren eigenen Stil. Es dauerte zehn Jahre, bis sie beim Label Dirty Hit ihre erste EP mit dem Titel Facedown veröffentlichten. Mit dem Song The City erreichten sie erste Aufmerksamkeit auch bei BBC Radio. Dazu gingen sie als Vorband von den Little Comets auf UK-Tour. Auch die im selben Jahr veröffentlichte EP Sex fand wieder Unterstützung im Radio und bei den Musik-Blogs im Internet und der Titelsong verschaffte ihnen mit einer Platzierung in den US-Modern-Rock-Charts einen Achtungserfolg.
Den Durchbruch hatten The 1975 dann Anfang 2013 mit der dritten EP Music for Cars und daraus der Single Chocolate. Das Lied kam nicht nur erneut in die US-Rockcharts, sondern konnte sich auch in den offiziellen britischen Charts auf Platz 19 setzen und blieb 21 Wochen unter den Top 75. Danach hatten sie zahlreiche Auftritte in England und den USA, darunter auch beim renommierten South by Southwest in Texas. Mit The City folgte im Juni ein weiterer UK-Charthit, die zugehörige EP mit dem Titel IV schaffte es sogar in die US-Albumcharts. Des Weiteren ist The City auf dem Soundtrack zum EA-Sports-Titel FIFA 14 enthalten.
Anfang September 2013 erschien dann das Debütalbum von The 1975 mit dem Bandnamen als Titel. Vorab kam eine Wiederveröffentlichung von Sex in der Albumversion ebenfalls in die Charts. The 1975 wurde aufgrund ihres Debütalbums vom britischen Magazin NME zur „schlechtesten Band des Jahres“ gewählt; Jahre später bat die Redaktion um Nachsicht für diese Fehleinschätzung.

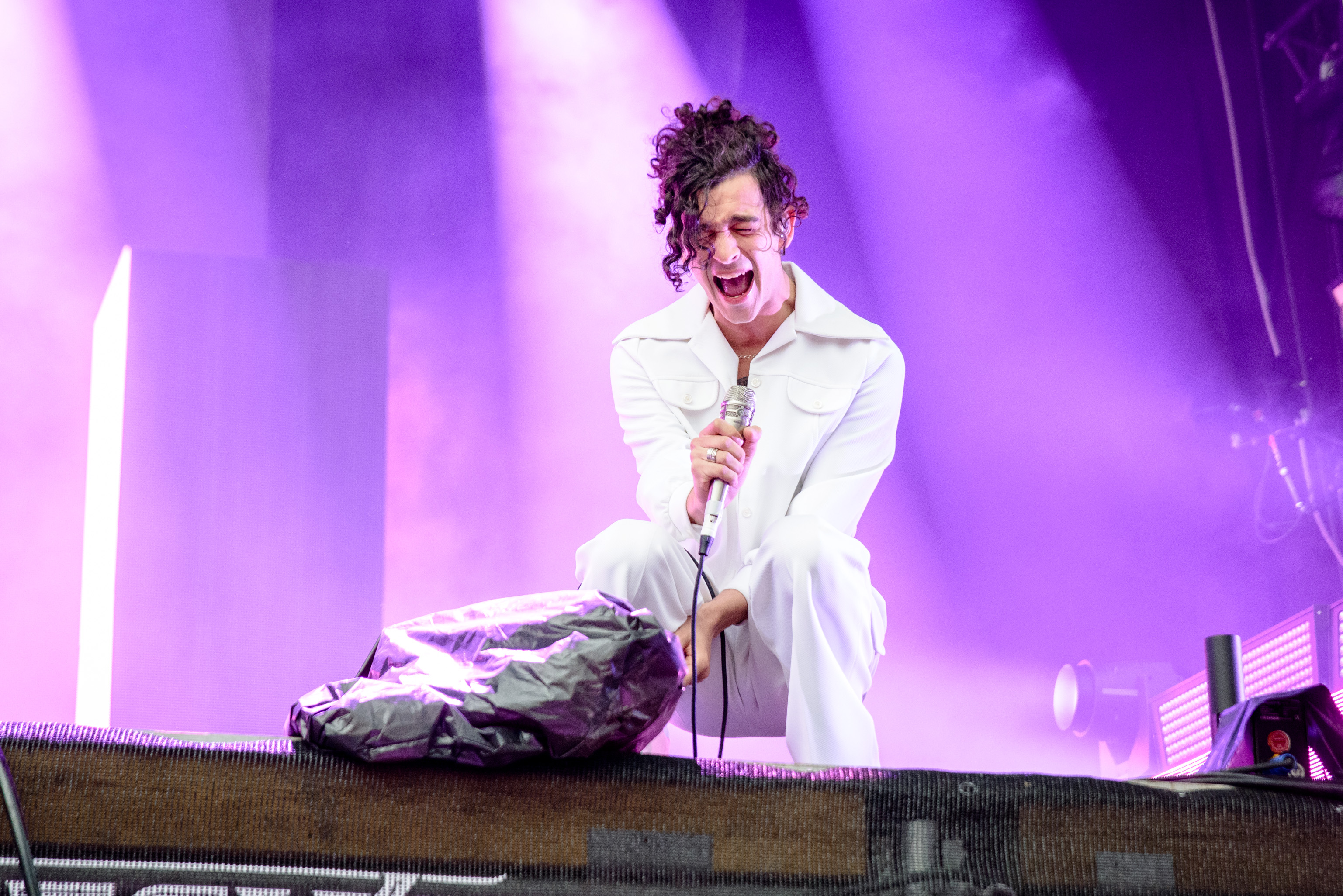
The 1975 beim Rock im Park 2016

Im Februar 2016 erschien ihr zweites Studioalbum I Like It When You Sleep, for You Are So Beautiful Yet So Unaware of It. Dieses schaffte es bis auf Platz 1 der offiziellen britischen Charts.
2020 erschien das vierte Album Notes on a Conditional Form, das aus 22 Songs besteht und über 80 Minuten läuft. Das Album weist mit seiner Überlänge eklektizistische Züge aus: angefangen beim Garagenrock über Country- und Punk-Authentizität bis hin zu Minimal Music. Gegen die Beliebigkeit der jeweiligen Stile und der willkürlichen Zitation von Sounds arbeitet The 1975 an, indem sie ihre Songs mit hochwertiger Technik und Mikrofonie ästhetisch nuanciert gestalten.
Am 14. Oktober 2022 erschien dann das neue Studioalbum Being Funny in a Foreign Language mit der Lead Single Part of the Band.
Im Juli 2023 wurde der Band ein Auftrittsverbot in Malaysia wegen „kontroversen Verhaltens und Äußerungen“ erteilt, nachdem Matty Healy beim Good Vibes Festival in Kuala Lumpur offene Kritik an den strengen Anti-LGBT-Gesetzen des Landes und den örtlichen Behörden äußerte sowie seinen Bandkollegen Ross MacDonald auf der Bühne küsste. Kurze Zeit später beendete die Band das Konzert. Dies geschah nach Aussage des Sängers auf Druck des Veranstalters. Auch das Festival wurde vorzeitig am nächsten Tag abgebrochen. Aufgrund des dadurch entstandenen finanziellen Schadens reichte der Organisator des Festivals Klage gegen die Band ein und fordert vor dem High Court of Justice eine Entschädigung von 1,9 Millionen Pfund. Begründet wird die Klage damit, dass die Band gegen die Aufführungsvorschriften verstoßen habe. Eine Stellungnahme seitens der Band steht noch aus (Stand August 2024).

## Auszeichnungen
- 2017: BRIT Award in der Kategorie Beste britische Band
- 2019: BRIT Award in den Kategorien Beste britische Band und Bestes britisches Album (A Brief Inquiry into Online Relationships)
- 2023: BRIT Award in der Kategorie bester Alternative/Rock Act

## Diskografie
Studioalben

| Jahr | Titel Musiklabel                                                                                | Höchstplatzierung, Gesamtwochen, AuszeichnungChartplatzierungen (Jahr, Titel, Musiklabel, Platzierungen, Wochen, Auszeichnungen, Anmerkungen) | Höchstplatzierung, Gesamtwochen, AuszeichnungChartplatzierungen (Jahr, Titel, Musiklabel, Platzierungen, Wochen, Auszeichnungen, Anmerkungen) | Höchstplatzierung, Gesamtwochen, AuszeichnungChartplatzierungen (Jahr, Titel, Musiklabel, Platzierungen, Wochen, Auszeichnungen, Anmerkungen) | Höchstplatzierung, Gesamtwochen, AuszeichnungChartplatzierungen (Jahr, Titel, Musiklabel, Platzierungen, Wochen, Auszeichnungen, Anmerkungen) | Höchstplatzierung, Gesamtwochen, AuszeichnungChartplatzierungen (Jahr, Titel, Musiklabel, Platzierungen, Wochen, Auszeichnungen, Anmerkungen) | Anmerkungen                                                   |
| Jahr | Titel Musiklabel                                                                                | DE | AT | CH | UK | US | Anmerkungen                                                   |
| ---- | ----------------------------------------------------------------------------------------------- | --- | --- | --- | --- | --- | ------------------------------------------------------------- |
| 2013 | The 1975 Dirty Hit Records (Sony)                                                               | DE57 (1 Wo.)DE | AT60 (1 Wo.)AT | CH100 (1 Wo.)CH | UK1 ×2Doppelplatin · (176 Wo.)UK | US28 Platin · (71 Wo.)US | Erstveröffentlichung: 2. September 2013 Verkäufe: + 1.765.000 |
| 2016 | I Like It When You Sleep, for You Are So Beautiful Yet So Unaware of It Dirty Hit Records (UMG) | DE28 (2 Wo.)DE | AT10 (4 Wo.)AT | CH19 (2 Wo.)CH | UK1 Platin · (71 Wo.)UK | US1 Gold · (54 Wo.)US | Erstveröffentlichung: 26. Februar 2016 Verkäufe: + 890.000    |
| 2018 | A Brief Inquiry into Online Relationships Dirty Hit Records (UMG)                               | DE57 (1 Wo.)DE | AT61 (1 Wo.)AT | CH89 (1 Wo.)CH | UK1 Platin · (46 Wo.)UK | US4 (7 Wo.)US | Erstveröffentlichung: 30. November 2018 Verkäufe: + 360.000   |
| 2020 | Notes on a Conditional Form Dirty Hit Records (UMG)                                             | DE36 (2 Wo.)DE | AT30 (1 Wo.)AT | CH36 (1 Wo.)CH | UK1 Gold · (7 Wo.)UK | US4 (2 Wo.)US | Erstveröffentlichung: 22. Mai 2020 Verkäufe: + 107.500        |
| 2022 | Being Funny in a Foreign Language Dirty Hit Records (Concord Music Publishing)                  | DE53 (2 Wo.)DE | AT25 (2 Wo.)AT | CH16 (1 Wo.)CH | UK1 Gold · (25 Wo.)UK | US7 (8 Wo.)US | Erstveröffentlichung: 14. Oktober 2022 Verkäufe: + 107.500    |